# Belthara Road
Belthara Road là một thị xã và là một nagar panchayat của quận Ballia thuộc bang Uttar Pradesh, Ấn Độ.

## Nhân khẩu
Theo điều tra dân số năm 2001 của Ấn Độ, Belthara Road có dân số 17.185 người. Phái nam chiếm 52% tổng số dân và phái nữ chiếm 48%. Belthara Road có tỷ lệ 71% biết đọc biết viết, cao hơn tỷ lệ trung bình toàn quốc là 59,5%: tỷ lệ cho phái nam là 77%, và tỷ lệ cho phái nữ là 65%. Tại Belthara Road, 14% dân số nhỏ hơn 6 tuổi.